# Ingrid Reschke
Pour les articles homonymes, voir Reschke.
Ingrid Reschke, née le 13 mars 1936 et morte le 5 mai 1971  à Berlin, est une réalisatrice de la République démocratique allemande.

## Biographie
Après des études à l'école de cinéma de Babelsberg, entre 1959 et 1963, Ingrid Reschke devient assistante pour la DEFA, compagnie d'État de la République démocratique allemande. Elle se lance dans la réalisation et l'écriture de scénarios avec des films mettant en scène des enfants comme avec Daniel und der Weltmeister, son film de fin d'études, ou destinés au jeune public : Nous divorçons puis Le Père Noël s'appelle Willi. Au seuil des années 1970, Ingrid Reschke est donc un des espoirs du cinéma est-allemand, au même titre qu'Iris Gusner, ou Hannelore Unterberg, deux autres réalisatrices de la même génération.
Mais en 1971, après un nouveau film bien reçu, Connaissez-vous Urbain ? (Kennen Sie Urban ?), elle meurt tragiquement dans un accident de voiture, sans avoir pu commencer la réalisation du mélodrame, alors en préparation avec le scénariste Ulrich Plenzdorf, La Légende de Paul et Paula. Celui-ci sera finalement mis en images par Heiner Carow et connaitra un grand succès en 1973.

## Filmographie
- 1963 : Daniel und der Weltmeister (de)
- 1968 : Nous divorçons (de) (Wir lassen uns scheiden)
- 1969 : Le Père Noël s'appelle Willi (de) (Der Weihnachtsmann heißt Willi)
- 1971 : Connaissez-vous Urban ? (Kennen Sie Urban?)